# Matt Bissonette
Matt Bissonette (Detroit-MI-USA, 25 de Julho de 1961) é um baixista estadunidense conhecido por seus trabalhos em estúdio e ao vivo com diversos artistas, dentre eles David Lee Roth, Joe Satriani e Ringo Starr..
Matt, como o nome sugere, é irmão do baterista Gregg Bissonette. Seus pais também são musicos. Seu pai, Bud Bissonette, é baterista, e sua mãe, Phyllis Bissonette, toca piano e vibraphone.

## Discografia

### Solo
- Spot (1998)
- Spot 2 (2000)
- Raising Lazarus (2004)
- Oh No! Bass Solo! (2004)
- Life of the Party (2009)
- Disposable Planet (2011)

### ComGregg Bissonette
- Gregg Bissonette (1998)
- Submarine (2000)

### ComThe Mustard Seeds
- s/t (1996)
- Red (1998)
- III (2008)

### ComThe Squirts
- s/t (2003)
- Resquirted (2006)

### ComJeff Lynne
- Zoom (2001)

### ComJughead
- s/t (2002)

### ComDavid Lee Roth
- A Little Ain't Enough (1991)

### ComJoe Satriani
- The Extremist (1993)
- Strange Beautiful Music (2002)
- Is There Love in Space? (2004)
- G3: Live in Tokyo (2005)
- Professor Satchafunkilus and the Musterion of Rock (2008)

### ComRingo Starr
- Ringo Starr: Live at Soundstage (2007) Koch Entertainment

### ComRick Springfield
- Venus in Overdrive (2008)

### ComRobbie Angelucci
- A Guy with An Accent (2002)

### ComMaynard Ferguson
- Storm (1982)
- Live from San Francisco (1985)

### ComLita Ford
- "Dangerous Curves" (1991)

### ComBoz Scaggs
- "Greatest Hits Live" (2004)